# Шантлу ле Боа
Шантлу ле Боа (фр. Chanteloup-les-Bois) насеље је и општина у западној Француској у региону Лоара, у департману Мен и Лоара која припада префектури Шоле.
По подацима из 2011. године у општини је живело 691 становника, а густина насељености је износила 25,15 становника/km². Општина се простире на површини од 27,47 km². Налази се на средњој надморској висини од 175 метара (максималној 191 m, а минималној 128 m).

## Демографија
| 1962. | 1968. | 1975. | 1982. | 1990. | 1999. | 2011. |
| ----- | ----- | ----- | ----- | ----- | ----- | ----- |
| 582   | 542   | 523   | 605   | 664   | 632   | 691   |

График промене броја становника у току последњих година